# Prostituzione in Brasile
La prostituzione in Brasile è legale in quanto non vi sono leggi che vietano agli adulti d'intraprendere professionalmente il lavoro sessuale, mentre è illegale svolgerla in un bordello o utilizzare la prostituzione in qualsiasi altro modo (che implichi cioè una qualche forma di sfruttamento).

## Estensione del fenomeno
Non sono disponibili stime recenti attendibili sul numero totale dei lavoratori del sesso nel paese.
Lo sfruttamento di bambini e adolescenti attraverso la prostituzione minorile in Brasile è molto diffuso e costituisce un serio problema da affrontare in sede giudiziaria. Il Brasile è considerato per avere i peggiori livelli di traffico e sfruttamento sessuale minorile dopo la Thailandia, con una stima di circa 250.000 bambini coinvolti. Il fenomeno è strettamente correlato con gli alti livelli di povertà e disuguaglianza sociale presenti in alcune zone del paese. Secondo il Protection Project report recentemente pubblicato varie fonti ufficiali concordano sul fatto che tra i 250 e i 500.000 minorenni risultano essere coinvolti nel traffico della prostituzione.
Il governo brasiliano sta lavorando alacremente nel tentativo di reprimere la prostituzione di minori.

## Regolamentazioni
La prostituzione in sé, come detto (lo scambio di sesso per denaro) in Brasile è legale, in quanto non vi sono leggi che vietano il lavoro adulto del sesso, ma è bensì illegale, tuttavia, operare all'interno di una casa di tolleranza o di utilizzare i lavoratori del sesso in qualsiasi altro modo.
L'illegalità di questi tipi di case è quasi una contraddizione, se si considera che la maggior parte dei lavoratori del sesso non può permettersi di lavorare in modo autonomo.
La costituzione di case è illegale, ma non sono altresì insolite in Brasile, ove la loro presenza è diffusa capillarmente. La maggior parte di esse sono piene di corruzione e sfruttamento della prostituzione. Avendo questo in mente e al contempo con un occhio sui Giochi della XXXI Olimpiade del 2016 che sono stati ospitati dal Brasile, il deputato federale Jean Wyllys presentò, già nel 2013, il disegno di legge Gabriela Leite project: un progetto che aveva lo scopo di regolamentare la professione dei lavoratori del sesso e dei loro diritti.
Il progetto non solo avrebbe posto fine alle situazioni critiche a cui i lavoratori del sesso erano sottoposti, ma avrebbe contribuito anche ad evitare il traffico sessuale dei bambini e il traffico di esseri umani a scopo di sfruttamento sessuale. La legge di Gabriela Leite sottolinea inoltre l'urgenza di regolare i bordelli e fa una chiara distinzione tra servizi sessuali e sfruttamento sessuale.
Nel 2002 la pressione da parte dell'organizzazione delle lavoratrici del sesso Davida ha cooperato con il Ministero del Lavoro per l'aggiunta di "lavoratrice del sesso" in un elenco ufficiale delle occupazioni brasiliane. Il lavoro sessuale professionale non è regolato in alcun modo (senza controlli sanitari obbligatori ecc.), ma i lavoratori del sesso e le call girls o escort possono contribuire al fondo pensione ufficiale del governo ed in tal maniera ricevere così i benefici dovuti quando vanno in pensione.
Fernando Gabeira, fondatore del Partito Verde, è stato una delle voci forti che si è fatta sentire a favore dei diritti dei lavoratori del sesso in Brasile e per introdurre nella proposta di legislazione ferma in Congresso il riconoscimento dei lavoratori del sesso come una professione. Il disegno di legge è però stato bocciato nel 2007.
I lavoratori del sesso brasiliani hanno fatto una campagna per l'abrogazione delle leggi che criminalizzano il mantenimento dei bordelli e lo sfruttamento della prostituzione. Questi reati portano, se commessi, da due a cinque anni di carcere. Hanno chiesto anche che dovrebbero pagare i benefici sociali ed ottenere i relativi privilegi, come tutti gli altri lavoratori. La Rede Brasileira de Prostitutas ("Rete Brasiliana delle Prostitute")  si è trovata ad essere in conflitto con la IV Conferenza internazionale sulle donne di Pechino per la loro condanna della prostituzione. Il loro capo, l'ex prostituta e sociologa Gabriela Leite da Silva, ha affermato che operava assieme al sociologo Fernando Henrique Cardoso presso l'Università di San Paolo, il quale in seguito divenne presidente del Brasile.

### Siti web governativi
Il sito web del governo sui lavoratori del sesso Primer Lavoro e l'Employment Ministry Primer on Sex Professional, che descrive il lavoro del sesso come uno dei tanti lavori possibili, è stata la fonte di polemiche, un po' anche accusando il governo di incoraggiare il lavoro sessuale professionale. Vi sono state alcune accuse al sito dicendo che insegna ai lavoratori del sesso come "ottenere un incontro", consigliando loro di "diventare visivamente accattivanti, stare in attesa, sedurre con lo sguardo, avvicinarsi al cliente; affascinare con la voce; sedurre con nomignoli affettuosi, conquistare con il tocco; coinvolgere con il profumo; offrire le specialità del cliente; riconoscere il proprio potenziale cliente; ballare per il cliente; ballare con il cliente; soddisfare l'ego del cliente; lodare il cliente". Tuttavia, questo non è lo scopo del sito il quale è rivolto a tutti. Piuttosto, il sito del Ministero del Lavoro elenca semplicemente tutte le caratteristiche della prostituzione come lavoro: vale a dire ciò che una prostituta è e che tipicamente prevede di fare nel corso della sua manodopera. Il sito non incoraggia in alcun modo o "consiglia" di prostituirsi.
La stampa ha riportato alla fine del 2008 la notizia che un funzionario del governo ha annunciato che il sito sarebbe stato "attenuato", dopo le critiche da parte dei media. Il professore di diritto Luiz Flavio Gomes ha detto al giornale O Globo nella sua edizione online che "ciò che è sul sito dà l'impressione di un'apologia dello sfruttamento sessuale".

## Storia
Uno dei più famosi bordelli di Rio de Janeiro è stata la Villa Mimosa, che alcuni hanno chiesto che fosse resa un punto di riferimento o un museo nazionale.
Negli anni 2000 la lavoratrice del sesso Bruna Surfistinha si è guadagnata l'attenzione dei media di massa per il suo blog, dove ha raccontato delle sue esperienze con i clienti. È diventata famosa e ha scritto un libro autobiografico, O Doce Veneno fare escorpiao (São Paulo, SP: Panda Books, 2005).
Secondo un sondaggio condotto nel 1998, il 64% della popolazione pensava al lavoro sessuale professionale come immorale e che avrebbe dovuto essere reso illegale, mentre il 29% lo vedeva come un lavoro come un altro. Il 59% (64% delle donne) riteneva che i lavoratori del sesso facevano quello che fanno perché piace loro.

### HIV/AIDS
Nel 2003 è stato stimato che circa il 6% dei lavoratori del sesso brasiliani sono stati infettati con l'HIV. Gabriela Silva Leite, il direttore esecutivo della Prostitution Civil Rights, afferma che a causa delle campagne di informazione la percentuale di uso del preservativo tra i lavoratori del sesso è alta.
Il governo brasiliano ha rifiutato 40 milioni di dollari in fondi da parte degli Stati Uniti per la lotta anti-HIV/AIDS nel 2005 perché il governo statunitense ha richiesto a tutti i destinatari di firmare un impegno anti-prostituzione. Il programma anti-Aids brasiliano impiega i lavoratori del sesso per distribuire informazioni e preservativi gratis; il commissario per l'AIDS Pedro Checker è stato citato per aver affermato che "gli operatori del sesso sono parte dell'attuazione della nostra politica contro l'AIDS e nella decisione su come promuoverlo. Sono i nostri partner. Come potremmo chiedere alle prostitute di prendere una posizione contro se stesse?" Il Washington Post in un articolo ha dichiarato che il programma anti-Aids brasiliano è considerato dalle Nazioni Unite come essere quello di maggior successo nel mondo in via di sviluppo.

## Turismo sessuale
Il governo brasiliano è sempre più preoccupato per il fatto che un certo numero di turisti stranieri viaggiano in Brasile per turismo sessuale, tra cui anche per la prostituzione minorile presente a macchia d'olio nel paese.
Il turismo sessuale esiste in tutto il paese, ma è più evidente nelle città costiere turistiche nella Regione Nordest del Brasile, nella regione Sud del Brasile e nella regione Sudest del Brasile, e nelle destinazioni più importanti come Rio de Janeiro e Fortaleza, Ceará, così come nelle zone turistiche della fauna selvatica del Pantanal e dell'Amazzonia.
Nel 2006 in uno studio condotto dall'Università di Brasilia è emerso che circa un quarto delle 1.514 destinazioni turistiche frequentate da cittadini stranieri ha avuto un mercato commerciale sessuale attivo per i bambini e gli adolescenti ed ha anche trovato, in combinazione con il SEDH e il Fondo delle Nazioni Unite, che i bambini e adolescenti coinvolti nel mercato del sesso a scopo commerciale sono presenti in circa un sesto del paese, pari a 5.561 comuni. Nel 2014 un'ONG inglese ha annunciato che avrebbero gestito la pubblicità sui voli della British Airways in rotta per il Brasile per scoraggiare i turisti che pagano per il sesso con i bambini durante il Campionato mondiale di calcio 2014.

## Traffico di esseri umani
Le donne sono vittime della tratta da tutte le parti del paese. Il governo ha riferito che le rotte del traffico esistevano in tutti gli stati compreso il Distretto Federale. La Ricerca Nazionale sul traffico di donne, bambini e adolescenti per la finalità dello sfruttamento sessuale ha individuato 241 rotte internazionali e nazionali di traffico. Le persone sfruttate negli schemi di traffico di solito provengono da famiglie a basso reddito e generalmente non hanno terminato la scuola superiore.
Si stima che il Brasile è responsabile all'incirca del 15% delle vittime di tratta delle donne in tutto il Sud America, una grande maggioranza di esse provenienti dalla regione Nord del Brasile e dal Nord-Est.